# National Tramway Museum

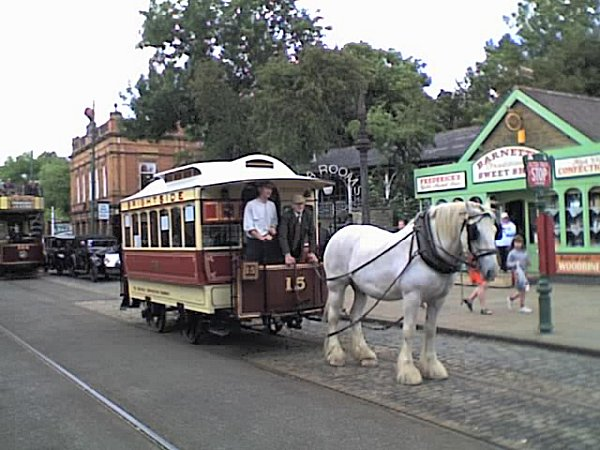
Paardentram Sheffield nr. 15

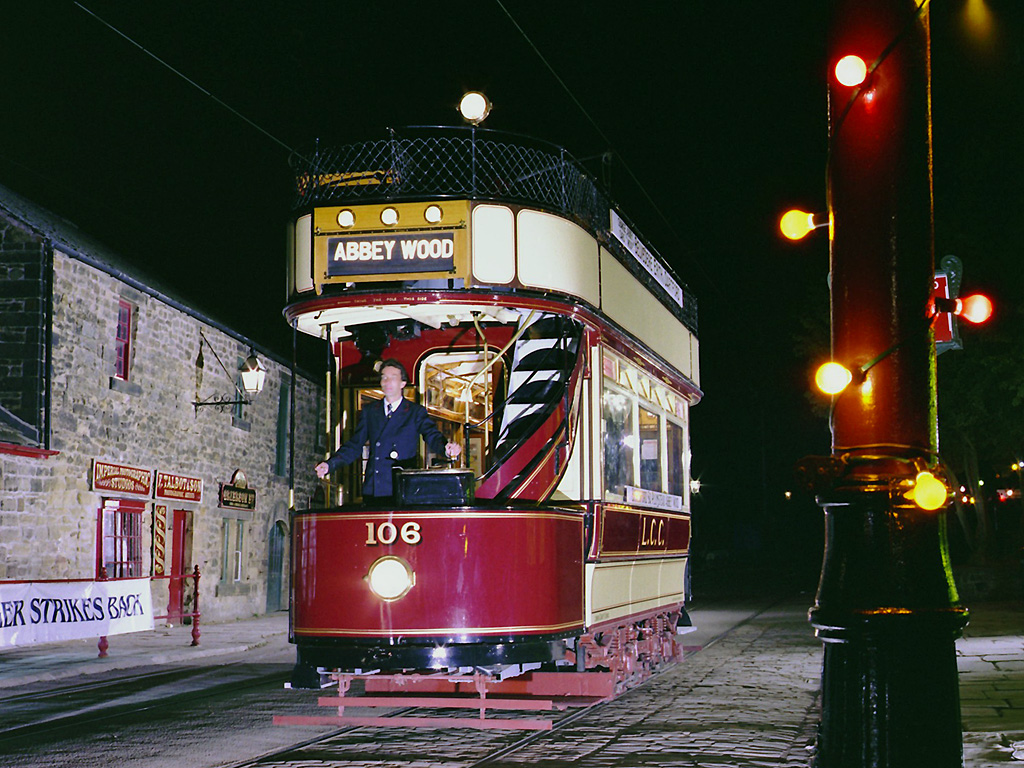
London County Council nr. 106

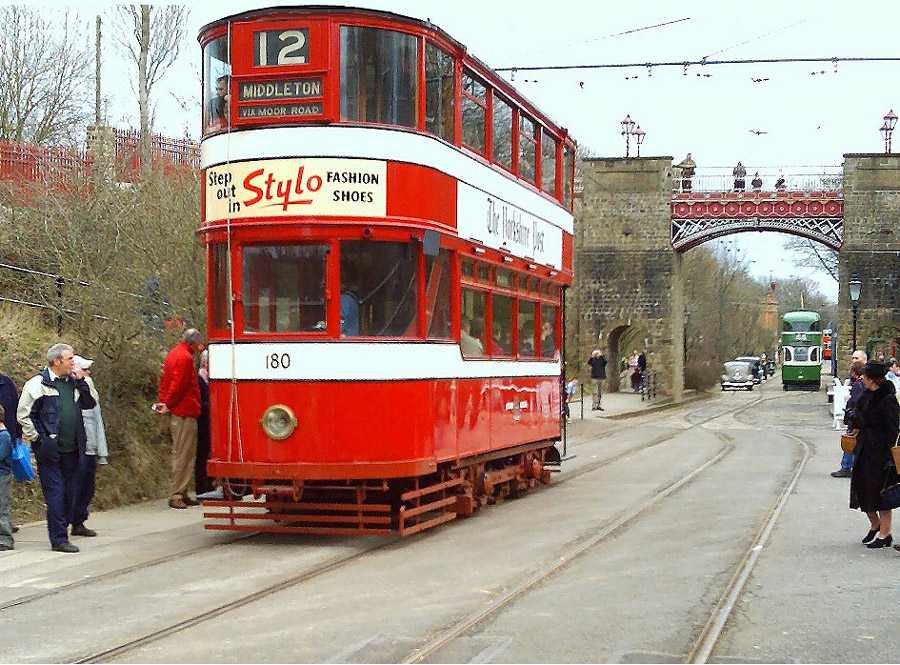
Leeds nr. 180 in de straat bij de Bowes-Lyon Bridge

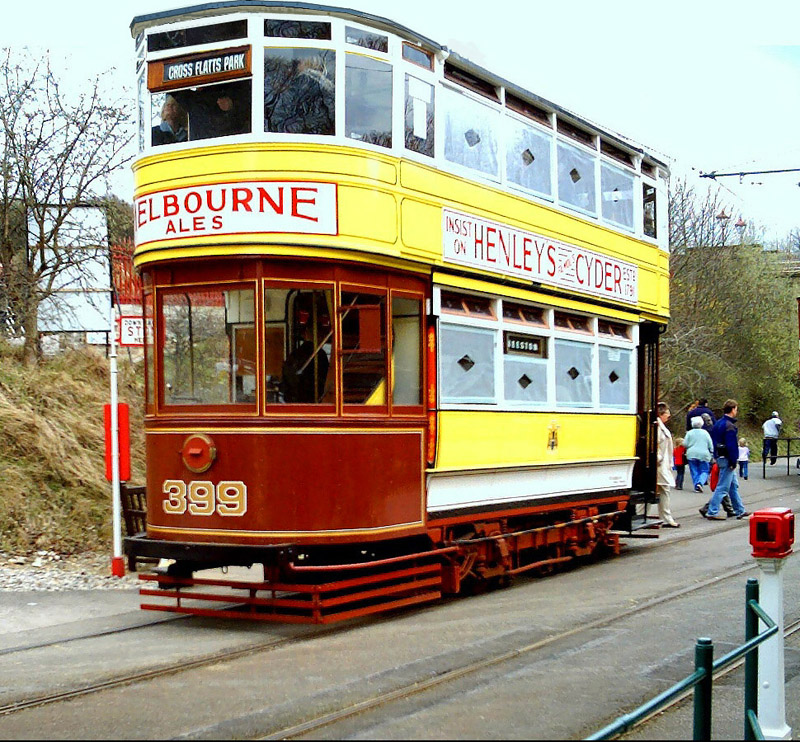
Leeds nr. 389 aan het beginpunt van de museumtramlijn

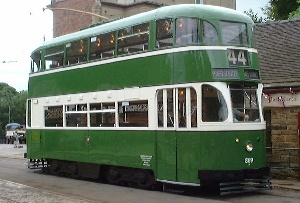
Liverpool nr. 869 naast de Derby Assembly Rooms te Crich

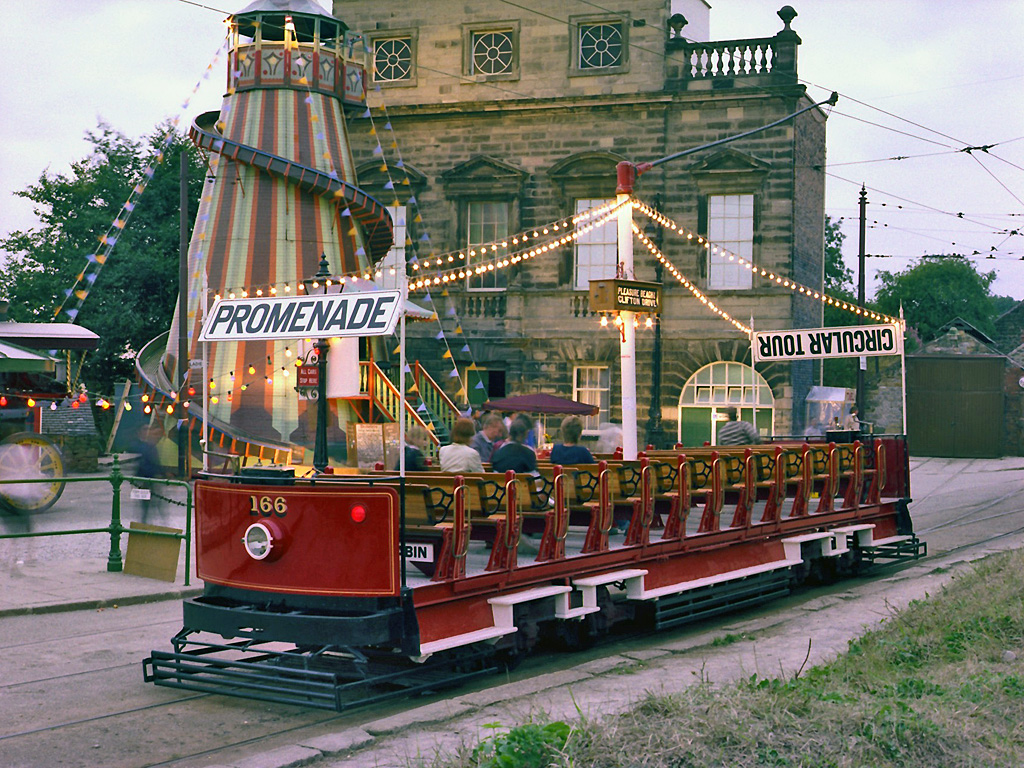
Blackpool nr. 166 naast de Derby Assembly Rooms te Crich

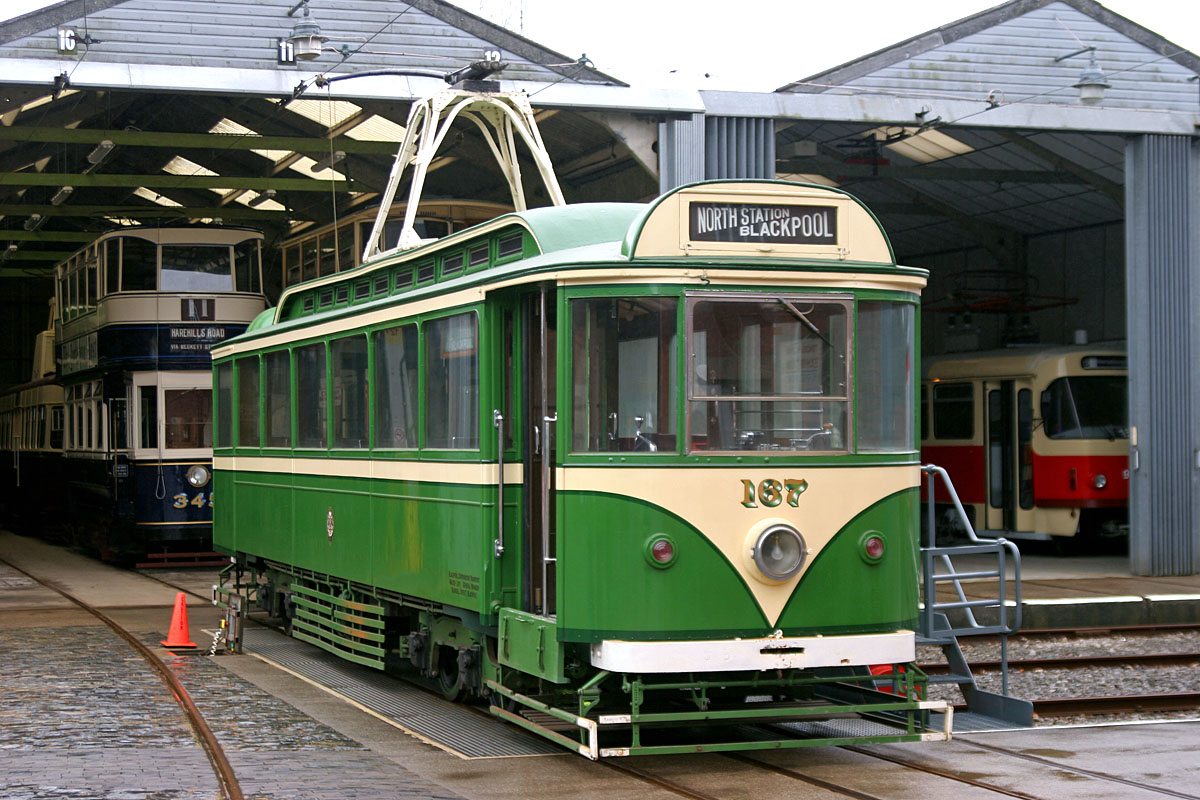
Blackpool nr. 167 voor de tramremise

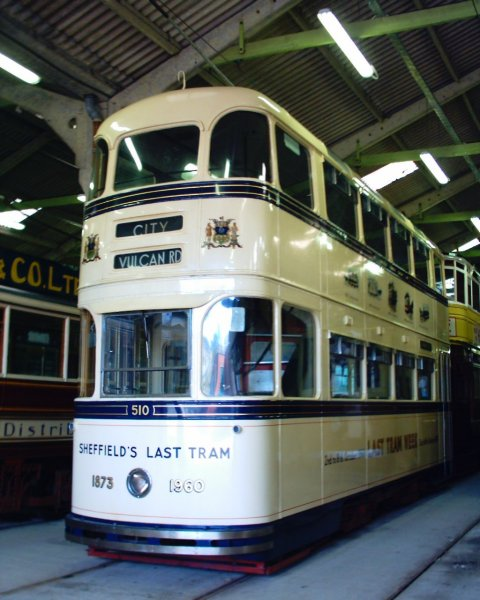
Sheffield nr. 510, de laatste tram in deze stad in 1960

Het National Tramway Museum (Nationaal Tram Museum), te Crich in Derbyshire, Engeland is het grootste en oudste particuliere trammuseum in het Verenigd Koninkrijk.
Rond het trammuseum is het Crich Tramway Village (Crich Tramdorp) gebouwd, een museumdorp met een kroeg, een koffiehuis, een ouderwetse snoepwinkel en tramremises. De collectie museumtrams rijdt door de dorpsstraat. Bezoekers worden vervoerd over een afstand van één mile (1,6 kilometer) naar het eindpunt boven op een heuvel met uitzicht op de 'countryside' en terug.
De meeste trams in Crich hebben voor 1960 gereden door de straten van steden in het Verenigd Koninkrijk. Ook zijn er trams uit andere landen aanwezig. De stad Matlock is de dichtstbijzijnde plaats en het meest nabije spoorwegstation is het station Whatstandwell aan de lijn Derby – Matlock. Vanaf dit station kan men wandelen naar het trammuseum boven op de heuvel.

## Geschiedenis van het museum
Omstreeks 1960 werden de laatste conventionele trambedrijven in Engeland opgeheven. De enige uitzondering was de tram van Blackpool. Sinds de jaren negentig zijn er weer enkele nieuwe trambedrijven geopend.
George Stephenson, de grote spoorwegpionier, had een nauwe binding met Crich en de huidige tramlijn volgt een deel van de mijnspoorweg die hij in de 19e eeuw bouwde tussen de mijngroeve en Ambergate.
In de jaren na de Tweede Wereldoorlog, toen de meeste nog bestaande Britse trambedrijven inkrompen of zelfs geheel opgeheven werden, vonden de eerste gebeurtenissen plaats waarmee de geschiedenis van het National Tramway Museum begon. Een groep trambelangstellenden op afscheidstoer naar de tram in Southampton besloot in augustus 1948 een van de 'open top' dubbeldekkers waarmee zij hadden gereden te verwerven. Voor het bedrag van £ 10 kochten zij tram nr. 45, nu een van de juweeltjes van de tramcollectie in Crich. Sinds deze gelukstreffer groeide het idee om een eigen trammuseum op te bouwen. Er waren kort na de Tweede Wereldoorlog nog geen museumspoorlijnen, of musea die open stonden voor het idee dat liefhebbers een tram of spoorlijn zouden exploiteren. Uit de oorspronkelijke groep trambelangstellenden ontwikkelde zich de Tramway Museum Society, die werd opgericht in 1955, en omgezet in een NV in 1962. Sindsdien is een groeiend aantal leden uit alle lagen der maatschappij als lid actief geworden om het trammuseum op te bouwen.
Na een intensieve zoektocht door het hele land, werd in 1959 de aandacht van de vereniging getrokken naar een niet meer in gebruik zijnde zandsteengroeve te Crich in Derbyshire, waar leden van de Talyllyn Railway Preservation Society rails weghaalden van de oude 'Stephenson's mineral railway' voor het opzetten van hun museumspoorlijn in Wales. Na een kennismakingsbezoek door de groeve gingen de leden van de vereniging akkoord met het huren en later het kopen van een deel van het terrein en de gebouwen van de groeve. In de loop der jaren is door de inspanningen van de leden een representatieve collectie tramwagens bij elkaar verzameld en gerestaureerd.
Allerlei trammaterialen werden voorts verworven, waarmee een tramlijn werd aangelegd en depots en werkplaatsen werden ingericht, zodat ook daadwerkelijk met de trams gereden zou kunnen worden. Zich realiserend dat trams vroeger niet in kalksteengroeven reden besloot de organisatie in 1967 om rond de tramlijn als entourage een soort straat aan te leggen waardoor de trams konden rijden. Zo ontstond het concept van het Crich Tramway Village. De leden richtten vervolgens ook hun aandacht op het verzamelen van straatmeubilair en zelfs complete gebouwen, die na verwerving onderdak gingen bieden aan de collecties van het museum van boeken, foto's en archieven.
De vooruitziende blik van de pioniers die het museum oprichtten en het werk van de leden die het uitbouwden tot een realistische museum werd formeel erkend in 1995, toen de Minister van Cultuur, Media en Sport bekendmaakte dat het museum behoorde tot de eerste 26 musea die geselecteerd waren vanwege de uitstekende kwaliteit van de collectie.
In recente jaren werd de inspanning van de verenigingsleden met de inkomsten van bezoekers op waardevolle wijze aangevuld met zeer gewaardeerde giften van de Heritage Lottery Fund, de Designation Challenge Fund of the Museums, Libraries and Archives Council en de DEFRA Aggregates Levy Sustainability Fund.
Het Crich tramdorp is echter nog steeds een onafhankelijke organisatie, die ontvangt geen subsidie van de staat of lokale overheden ontvangt en niet kan functioneren zonder de voortdurende vrijwillige bijdragen van de leden van de Tramway Museum Society.

## Tijdlijn
- 1963 - Eerste paardentramdienst
- 1964 - Eerste elektrische tramdienst
- 1969 - Opening van purpose gebouwde werkplaatsen
- 1975 - HRH The Duke of Gloucester werd beschermheer
- 1978 - Opening van de tramlijn naar Wakebridge door de Minister voor Werkgelegenheid
- 1982 - Eerste deel van de museumbibliotheek geopend
- 1985 - Het museum leent trams uit naar Blackpool voor het eeuwfeest van de elektrische tram
- 1988 - Het museum leent trams uit naar het Glasgow Garden Festival
- 1990 - Het museum leent trams uit naar het Gateshead Garden Festival
- 1991 - Tentoonstellingshal geopend
- 1992 - Bowes-Lyon Bridge geopend door de Minister van Transport
- 1997 - Eerste tram geschikt voor gehandicapten
- 2002 - Opening van de uitzichtgalerij in de tramwerkplaats
- 2003 - Bibliotheek, leeszaal en archieven geopend door HRH The Duke of Gloucester
- 2004 - Woodland Walk and Sculpture Trail geopend door de Dowager Duchess of Devonshire
- 2007 - Leeds nr. 345 wint de prijs voor Best Self-Propelled Vehicle in de Heritage Railway Association Carriage & Wagon Awards, na de drie jaar durende restauratie en terugkeer in de dienst in 2004.

## Wagenpark
Het museum heeft meer dan 60 trams uit plaatsen zoals Berlijn, Blackpool, Chesterfield, Den Haag, Derby, Douglas, Dundee, Edinburgh, Gateshead, Glasgow, Grimsby, Halle, Howth, Johannesburg, Leeds, Leicester, Liverpool, Londen, New York, Newcastle-upon-Tyne, Oporto, Paisley, Praag, Sheffield, Southampton and Sydney.
Er zijn diverse trams in dagelijkse dienst en nog veel meer tentoongesteld en voorts een aantal in opslag.
Het bovenleidingssysteem van het museum is zodanig geconstrueerd dat trams met ieder gebruikelijke vorm van stroomafname via de bovenleiding kunnen worden gebruikt. Het museum heeft zowel trams in huis met trolleystangen, sleepbeugels en pantografen.
Andere vormen gebruikt om te demonstreren hoe de stroom kan worden afgenomen:
Stroomafnemers in een stalen goot onder de bestrating, zoals gebruikt in Blackpool en gerepresenteerd in Crich met wagen nr. 4
Het puntcontacten systeem, gedemonstreerd met een dummy tussen de rails op het remiseterrein. Dit is het enige bekende voorbeeld van dit type, zoals het vroeger werd toegepast in Wolverhampton, dat nog bestaat.